# Fechtclub Göppingen
Der Fechtclub Göppingen ist ein Sportverein mit Sitz in Heiningen (Landkreis Göppingen). Er hat sich ausschließlich auf das Säbelfechten konzentriert. Der Verein gehört zu den erfolgreichsten Fechtclubs in Deutschland und konnte bisher zahlreiche Medaillen bei Welt-, Europa- und deutschen Meisterschaften gewinnen.

## Geschichte
Der Fechtclub Göppingen wurde 1970 von Heiner Kaldschmidt und seiner Frau Maria Kaldschmidt sowie sieben weiteren Gründungsmitgliedern ins Leben gerufen. Zu Beginn lag der Schwerpunkt in der Ausübung der Fechtwaffen Florett und Degen. In den späten 1980er Jahren wurde der Verein von Horst Dumke, einem der erfolgreichsten Säbelfechter der DDR, als Trainer und sporttechnischer Leiter übernommen. Unter seiner Leitung spezialisierte sich der Verein auf das Säbelfechten und es konnten zahlreiche Titel bei Welt-, Europa- und Deutschen Meisterschaften errungen werden. Der größte Erfolg war der Weltmeistertitel von Christian Geiger mit der Deutschen Junioren-Nationalmannschaft.

## Erfolge

### Internationale Erfolge
- Christian Geiger – Weltmeister in der Mannschaft – HS/Junioren
- Amélie Zerfass – Vizeweltmeisterin in der Mannschaft – DS/Junioren
- Sibylle Klemm – Bronze bei der Europa-Meisterschaft im Einzel – DS/Kadetten (A-Jugend)
- Sibylle Klemm – Bronze bei der Europa-Meisterschaft in der Mannschaft – DS/Junioren

### Nationale Erfolge
- Thomas Görzen – Deutscher A-Jugendmeisterin
- Jennifer Barth – Deutsche B-Jugendmeisterin
- Thomas Görzen, Christian Jünger, Jonas Weichel DMM der B-Jgd.
- Jennifer Barth, Frederike Spieth – 2. Platz DMM Damensäbel B-Jgd. / Länderpokal
- Thomas Görzen, Christian Jünger – 3. Platz Deutsche B-Jgd. Meisterschaft
- Andreas Rieker – 2-facher Deutscher Meister – HS/B-Jgd. + A-Jgd.
- Nicole Beer – 2-fache Deutsche Hochschulmeisterin – DS/Aktive
- Dirk Schneider – 3 -facher Deutscher Hochschulmeister – HS/Aktive
- Michael Mohring – Deutscher Meister – HS/B-Jugend
- Christian Geiger – Deutscher Meister – HS/Junioren
- Sibylle Klemm – Deutsche Meisterin – DS/Kadetten (A-Jugend)
- Amélie Zerfass – Deutsche Meisterin – DS/Kadetten (A-Jugend)
- Maria Bartkowski – Deutsche Meisterin – DF/Kadetten (A-Jugend)
- Jennifer Barth – Deutsche Meisterin – DS/B-Jugend
- Christian Jünger – Deutscher Meister – HS/B-Jugend
- Jennifer Barth – Deutsche Mannschaftsmeisterin – DS/B-Jugend (Länderauswahl)
- Anna-Lena Müller – Deutsche Mannschaftsmeisterin (Länderauswahl)
- FC-Göppingen – Deutscher Mannschaftsmeister – DS/Junioren
Amélie Zerfass, Sibylle Klemm, Katharina Hell, Judith Dangelmaier
- FC-Göppingen – Deutscher Mannschaftsmeister – DS/Kadetten (A-Jugend)
Amélie Zerfass, Sibylle Klemm, Katharina Hell, Marisa Kallis
- FC-Göppingen – Deutscher Mannschaftsmeister (Länderauswahl) – B-Jugend

DS = Viktoria Faszl, Sandra Görzen HS = Philipp Mohring

### Deutschlandpokal
- FC-Göppingen – Deutschlandpokalsieger in Burgsteinfurt 2012
Sven Schubert, Rudi Hügel, Stefan Traub, Sebastian Leucht
- FC-Göppingen – Deutschlandpokalsieger in München 2011
Sven Schubert, Rudi Hügel, Stefan Traub, Sebastian Leucht
- FC-Göppingen – Deutschlandpokal 3. Platz in Göppingen 2010
Sven Schubert, Rudi Hügel, Stefan Traub, Sebastian Leucht
- FC-Göppingen – Deutschlandpokalsieger in Weimar 2009
Sven Schubert, Dirk Schneider, Stefan Traub, Rudi Hügel
- FC-Göppingen – Deutschlandpokalsieger in Duisburg 2008
Sven Schubert, Dirk Schneider, Stefan Traub, Rudi Hügel
- FC-Göppingen – Deutschlandpokalsieger in Hamburg 2007
Sven Schubert, Dirk Schneider, Rudi Hügel
- FC-Göppingen – Deutschlandpokalsieger in Immendingen 2006
Sven Schubert, Dirk Schneider, Rudi Hügel, Sebastian Leucht
- FC-Göppingen – Deutschlandpokal 2. Platz in Paderborn 2005
Sven Schubert, Dirk Schneider, Stefan Traub, Jonas Scherer
- FC-Göppingen – Deutschlandpokalsieger in Wiesbaden 2004
Sven Schubert, Dirk Schneider, Stefan Traub, Jonas Scherer
- FC-Göppingen – Deutschlandpokalsieger in Saalfeld 2003
Dirk Schneider, Stefan Traub, Alexander Gottwik
- FC-Göppingen – Deutschlandpokalsieger in Hannover 1998
Sven Schubert, Till Rodenbeck, Peter Marus, Alexander Gottwik
- FC-Göppingen – Deutschlandpokal 2. Platz 1993
- FC-Göppingen – Deutschlandpokal 3. Platz 1988